# Grażyna Ciemniak

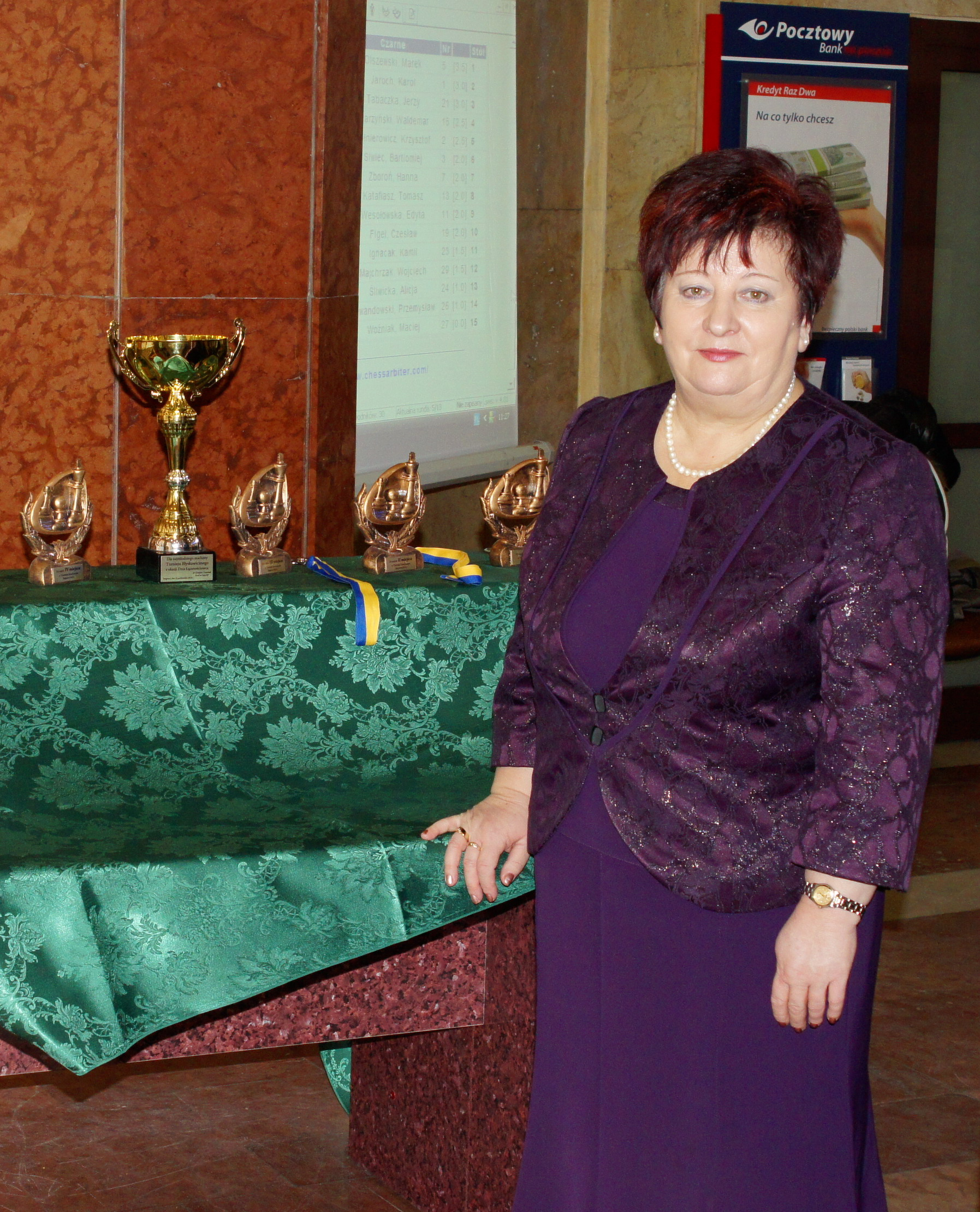
Grażyna Ciemniak podczas II Turnieju Błyskawicznego z Okazji Dnia Łącznościowca (Bydgoszcz, 2010)

Grażyna Jolanta Ciemniak z domu Achramowicz (ur. 20 czerwca 1948 w Toruniu) – polska polityk i chemik, doktor nauk chemicznych, senator III kadencji (1993–1997), posłanka na Sejm IV, V, VI i VII kadencji (2001–2007, 2009–2011, 2014–2015), posłanka do Parlamentu Europejskiego V kadencji (2004).

## Życiorys
W 1971 ukończyła studia na Wydziale Matematyki, Fizyki i Chemii Uniwersytetu Mikołaja Kopernika w Toruniu, a w 1974 studia podyplomowe z inżynierii chemicznej na Politechnice Warszawskiej. W 1985 uzyskała na UMK stopień doktora. W 1991 ukończyła studia podyplomowe z zakresu zarządzania przedsiębiorstwem w Polskiej Międzynarodowej Szkole Zarządzania. Pracowała w Zakładach Chemicznych „Zachem”, gdzie została zastępcą dyrektora ds. handlowych. W 2004 weszła w skład Rady Okręgowej Stowarzyszenia Ordynacka.
Od 1976 do rozwiązania należała do Polskiej Zjednoczonej Partii Robotniczej. Pełniła funkcję I sekretarza POP PZPR w ZCh „Zachem”. W 1990 współtworzyła Socjaldemokrację Rzeczypospolitej Polskiej i weszła w skład rady krajowej tej partii. Od 1993 do 1998 była także wiceprzewodniczącą władz wojewódzkich SdRP, a następnie przewodniczyła jej strukturom w Bydgoszczy. W 1999 weszła w skład rady krajowej i rady wojewódzkiej Sojuszu Lewicy Demokratycznej. Stanęła również na czele jej władz miejskich.
Od 1990 do 1994 i od 1998 do 2001 była radną w Bydgoszczy, w latach 1993–1997 sprawowała mandat senatora III kadencji wybranego z ramienia SLD w województwie bydgoskim. Była wiceprzewodniczącą klubu senatorskiego SLD. Następnie pełniła funkcję wiceprezydenta Bydgoszczy (od 1998 do 2001). W latach 2001–2007 była posłem na Sejm IV i V kadencji z ramienia SLD z okręgu bydgoskiego. Była obserwatorem w Parlamencie Europejskim, a w 2004 także eurodeputowaną. W 2004 bezskutecznie kandydowała do PE.
W przedterminowych wyborach w 2007 bez powodzenia ubiegała się o reelekcję z listy Lewicy i Demokratów (otrzymała 3997 głosów). W listopadzie 2008 wystąpiła z SLD. W czerwcu 2009 objęła mandat posłanki na Sejm VI kadencji w miejsce Janusza Zemkego, który został wybrany do Parlamentu Europejskiego (po uprzedniej rezygnacji ze strony Sławomira Jeneralskiego). Początkowo pozostawała niezrzeszona, zaś w listopadzie tego samego roku przystąpiła do koła poselskiego Socjaldemokracji Polskiej.
W wyborach samorządowych w 2010 bezskutecznie kandydowała na stanowisko prezydenta Bydgoszczy (z niezależnego komitetu), uzyskując w I turze 5,79% poparcia (6457 głosów). W wyborach do Sejmu w 2011 ubiegała się bez powodzenia o mandat poselski z ramienia Platformy Obywatelskiej, nie uzyskując reelekcji. Została w tym samym roku powołana na stanowisko wiceprezydenta Bydgoszczy. W wyborach samorządowych w 2014 uzyskała z listy PO mandat radnej Bydgoszczy, jednak wkrótce objęła mandat poselski, zastępując Jarosława Katulskiego wybranego do sejmiku. W wyborach w 2015 nie została ponownie wybrana do Sejmu. W wyborach samorządowych w 2018 bez powodzenia kandydowała na radną Bydgoszczy z listy Prawa i Sprawiedliwości.

## Życie prywatne
Jest siostrą byłego marszałka kujawsko-pomorskiego Waldemara Achramowicza oraz matką szachisty Roberta Ciemniaka.